# مراعاة المنظور الشبابي
مراعاة المنظور الشبابي هو مفهوم سياسة عامة. تصف دول الكومنولث هذا المصطلح في السياق التالي:
«غالبًا ما تقع مسؤولية تطوير الشباب في البلاد على عاتق الوزارة أو الهيئة الحكومية التي تتولى ملف الشباب؛ حيث يجب مراعاة المنظور الشبابي عند مناقشة قضاياهم في مختلف القطاعات والوزارات مثل الصحة والمالية والتنمية الاقتصادية والإسكان والعدالة والشؤون الخارجية والتعليم والزراعة.»
لقد تمت نمذجته حسب تعميم مراعاة المنظور الجنساني، الذي عرفته الأمم المتحدة في التسعينيات بأنه:
«عملية تقييم التبعات المترتبة على الرجال والنساء نتيجة لأي إجراء مخطط له، بما في ذلك التشريعات أو السياسات أو البرامج في جميع الجوانب وعلى كل المستويات. إنها إستراتيجية لجعل مخاوف وخبرات النساء والرجال على حد سواء بعدًا شاملاً وجزءًا لا يتجزأ من عملية تصميم السياسات والبرامج وتنفيذها ومراقبتها وتقييمها في جميع الجوانب السياسية والاقتصادية والاجتماعية حتى يتمكن النساء والرجال من الاستفادة بشكل متساوٍ ويتم القضاء على الظلم والإجحاف.»

## الإستراتيجية
إن مراعاة المنظور الشبابي عبارة عن إستراتيجية ثنائية الجوانب تهدف إلى مزاولة تطوير الشباب. استلهامًا بتجربة تعميم مراعاة المنظور الجنساني، تنطوي تلك الإستراتيجية على ضمان مراعاة الشباب في مرحلتي وضع السياسة والمشروع في مختلف القطاعات وضمان أن هناك مشروعات خاصة تستهدف الشباب. فكلاهما معًا يضيف إلى منهج متجاوب شبابيًا.
تهدف مراعاة المنظور الشبابي إلى النظر في تأثير السياسة أو المشروع على الشباب والشابات وإشراك الشباب والشابات من أجل ضمان مشاركة الشباب في عملية صناعة قرار تلك السياسات و/أو المشروعات التي تؤثر عليهم، ويكون ذلك من خلال التأمل في مشكلات الشباب ومعالجتها والتزام الحساسية والتجاوب عند التعامل معها.
يشير أنصار مراعاة المنظور الشبابي أن الشباب يمثلون مجموعة اجتماعية مهمشة ومحرومة من الميزات، وهم يمثلون نسبة زائدة بين الفقراء والعاطلين على مستوى العالم. فإذا كان الأمر كذلك، يجب أن تكون الإستراتيجيات «المناصرة للفقراء» «مناصرة للشباب»، وأن أي تدخل للتنمية يستهدف تأثيرًا مستدامًا يجب أن يتناول مجموعات الشباب.

### الأغراض
تضم أغراض مراعاة المنظور الشبابي:
- تجنب إدامة و/أو تعزيز تهميش الشباب
- مواجهة وصم المجتمع للشباب بأنهم منحرفون أو مجرمون أو عاجزون وما شابه.
- تعظيم الأثر الإيجابي للسياسات و/أو المشروعات على الشباب
- تعزيز [انتقال المعارف والقيم الثقافية الإيجابية بين الأجيال
- الاستثمار في الشباب: إدراك فوائد إشراكهم باعتبارهم موارد بشرية
- احترام حق الشباب في المشاركة في صناعة القرار (لمن هم دون ثمانية عشر عامًا تم حفظ ذلك في المادة 12 من اتفاقية حقوق الطفل التي وضعتها الأمم المتحدة.
- الاستفادة من معارف ومهارات وأفكار الشباب ومن مساهماتهم العملية
- تمكين الشباب، الذي هو أحد أهداف دول الكومنولث في «خطة العمل من أجل تمكين الشباب».[3]

### العملية
إن الخطوات الأساسية لمراعاة منظور الشباب في تحليل تأثيرات الشباب ومشاركة الشباب في جميع مراحل أي مشروع، مهما كان حجمه وفي أي قطاع هي كما يلي:
- تحليل الحالة: ينبغي البحث في حالة وظروف الشاب والشابة. فيمكن أن يعمل الشباب كباحثين زملاء على دراية بالعملية.
- التخطيط: ينبغي أن يكون الشباب هم الفئة المستهدفة، وينبغي أخذ آراء الشباب وآمالهم بعين الاعتبار.
- تنفيذ الأنشطة: ينبغي أن يشترك الشباب في الأنشطة إلى أقصى حد ممكن وأن يكون ذلك متفقًا مع الموافقة المطلعة وحسب تعليمهم وظروفهم الحياتية وحاجتهم للترفيه.
- المراقبة والتقييم: ينبغي أن تكون هناك مؤشرات خاصة بالشباب، ويشمل ذلك المؤشرات المرتبطة بمقدار مشاركة الشباب في المشروع وجودة تلك المشاركة. وينبغي أن تنطوي المراقبة والتقييم أيضًا على سؤال الشباب عن رأيهم عن مقدار التقدم المتحقق وما هي التحديات.
- إعداد الميزانية: ينبغي أن تغطي بنود خاصة في الميزانية الأنشطة والآليات الخاصة بالشباب لتنفيذها لضمان مشاركة الشباب في جميع مراحل المشروع.

إن الخطوات التي يمكن أن تنفذها المؤسسات من أجل مراعاة المنظور الشبابي هي:
- تحديد القدرات بناءً على مراعاة المنظور الشبابي
- تصميم العناصر الجوهرية لمراعاة المنظور الشبابي في كل قسم
- دمج مراعاة المنظور الشبابي في إجراءات التخطيط ووضع الميزانية والمراقبة والتقييم.

### أسئلة جوهرية
1. هل الشابات والشبان جزء من الفئة المستهدفة؟
2. هل سيقوم تحليل الحالة بفصل البيانات المتعلقة بالفئة العمرية والنوع والحالة الاجتماعية والاقتصادية والمجموعة العرقية وما شابه؟
3. هل تتم استشارة هيئات الشباب الحالية (مثل المجالس القومية للشباب، والمنظمات غير الحكومية للشباب ونوادي الشباب والمدارس الثانوية والجامعات) كجزء من الأبحاث التمهيدية؟
4. هل سيمنح الشباب دورًا في إجراء تحليل الحالة؟
5. هل سيتم التدقيق في آراء الشباب وأخذها بعين الاعتبار عند تحديد الأهداف والأغراض؟
6. هل يقع الشباب تحت الأهداف والأغراض العامة؟
7. هل هناك أهداف وأغراض خاصة بالشباب؟
8. هل هناك بنود خاصة بالشباب في الميزانية؟ وهل سيشارك الشباب في مراقبة الميزانية أو سيُفوضون بذلك؟
9. كيف ستكون الأنشطة الخاصة بالشباب؟
10. ما مقدار المرونة في تصميم المشروع، بحيث يتم التعبير عن القرارات التي يتخذها الشباب؟
11. ما مؤشرات الأداء الخاصة بالشباب؟
12. كيف سيشترك الشباب في المراقبة والتقييم؟

## وصلات خارجية
- "Youth mainstreaming", UNESCO.